# Bar, Ukraina

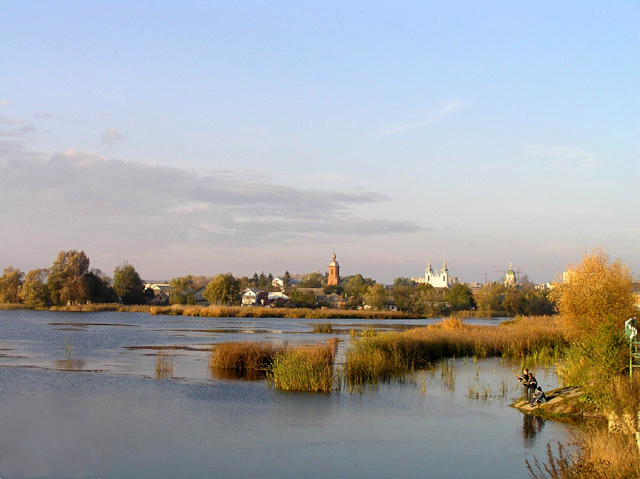
Vy över staden Bar

Bar (ukrainska: Бар uttal (fil)) är en stad och rajoncentrum i Vinnytsia oblast i västra Ukraina. Staden ligger vid floden Riv, som mynnar ut i floden Boh. Staden är belägen i vad som en gång utgjorde den historiska regionen Podolien. Folkmängden uppgick till 16 461 invånare i början av 2012.

## Historia

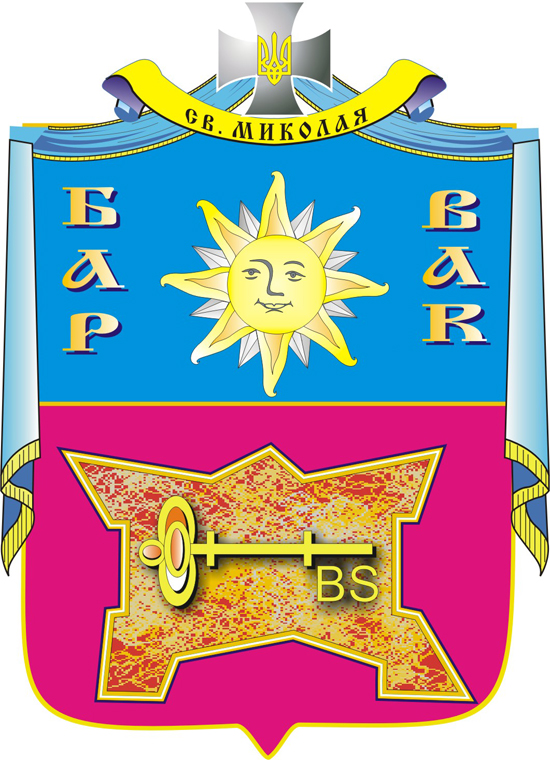
Bars vapen.

Första gången staden nämns är 1425, då under namnet Rov. 1537 döptes staden om till Bar av den polska drottningen Bona Sforza och samma år byggdes ett fort vid staden. Under 1630-talet byggde den fransk-polske arkitekten Guillaume Le Vasseur Beauplan ett slott i Bar. När Bar var en del av det polsk-litauiska samväldet låg det strax vid gränsen till Turkiet, vilket innebar att staden ofta fick utstå stridigheter. 

1768 hölls en konferens i staden för att skapa en polsk konfederation, med syfte att skydda Polens självständighet mot Ryssland och adelns privilegier gentemot kung Stanislaus II August. Resultatet av konfederationen blev ett uppror bland bönderna och ortodoxa kristna, särskilt i området öster om floden Boh och väster om Dnipro (känt som Ukrainas högra strand). Upproret slogs så småningom ner av den polske kungen i samarbete med ryska trupper. Under den ryska tiden låg Bar i kretsen (ujezd) Mogilev (med center i dagens Mohyliv-Podilskyj)  i det ryska guvernementet Podolien. Staden hade 10 614 invånare år 1897.